# بيز دا لي أكوا
بيز دا لي أكوا (بالإنجليزية: Piz da l'Acqua)‏ هو أحد جبال سلسلة جبال الألب ليفينغو ويقع في كانتون غراوبوندن في سويسرا. يحتل المرتبة رقم 172 في قائمة جبال سويسرا من حيث الارتفاع، إذ يبلغ ارتفاعه حوالي 3118 متر، بينما يبلغ ارتفاع نتوء الجبل 310 متر، هذا وقد سجل أول وصول لقمة الجبل عام 1888.